# 姫路市立美術館

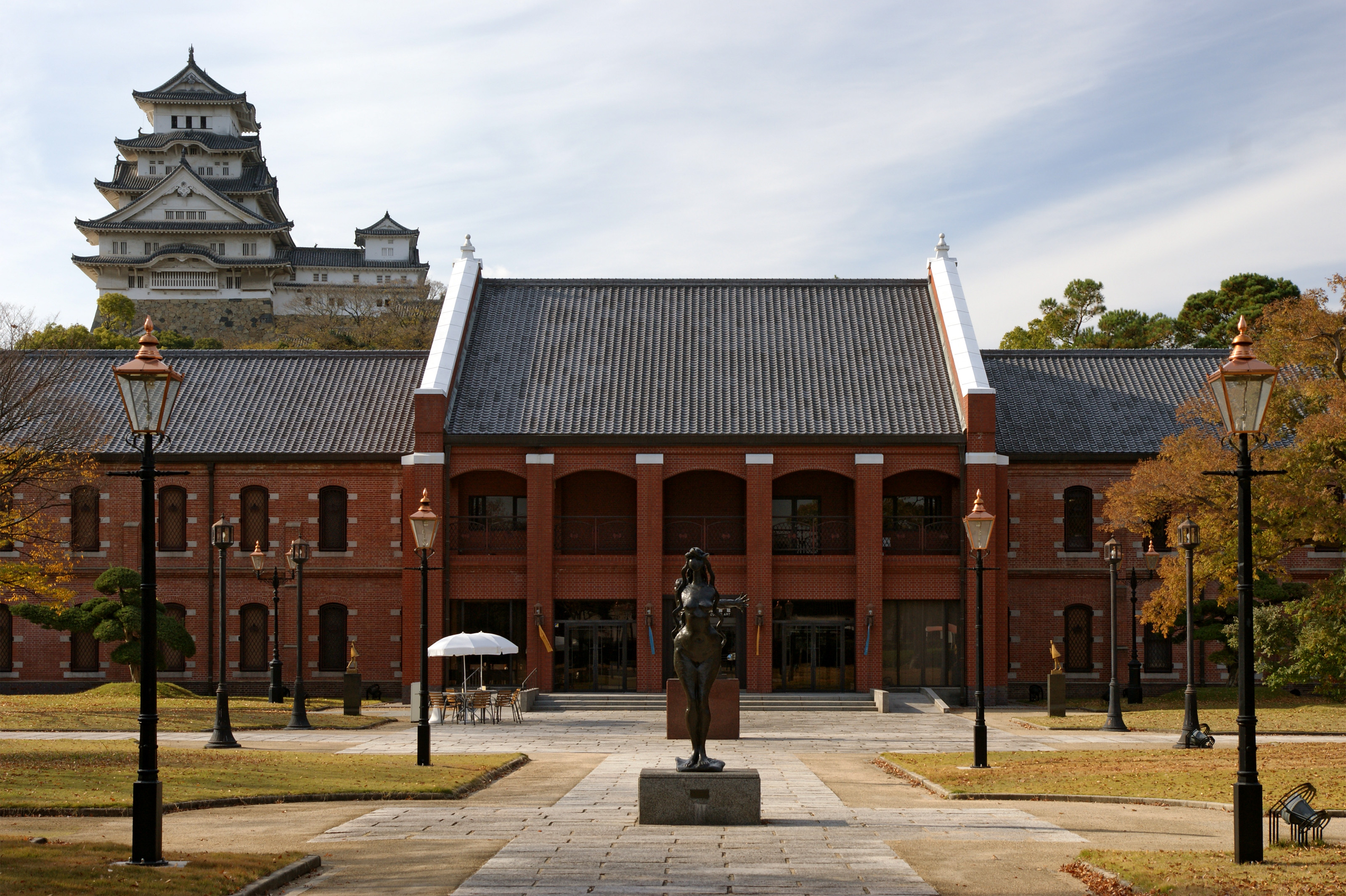
東側（背後に姫路城天守）

姫路市立美術館（ひめじしりつびじゅつかん）は、兵庫県姫路市の姫路公園にある美術館。

## 概要
姫路市の芸術文化振興を目的として1983年に開館した。収集の方針は、（1）郷土ゆかりの美術館の優れた作品及び郷土の歴史・風俗等に関する美術作品、（2）日本の近現代美術、（3）ベルギーなど海外の近現代美術、と規定されている。3にベルギーとわざわざ挙げられえているのは、姫路市がベルギーのシャルルロワ市と姉妹都市関係にあることによる。現在はベルギー美術作品を約350点所蔵しており、十分とはいかないもののこの国の近代美術を概観できるコレクションが揃っている。また地元の医者・國富奎三が集めた近代西洋美術コレクションが、平成6年（1994年）姫路城の世界遺産登録に合わせて寄贈された。
日本博物館協会会員館。兵庫県博物館協会加盟館。博物館法に基づく兵庫県教育委員会登録博物館である。過去に美術館連絡協議会加盟館であった。指定管理者制度を採用せず、姫路市の直営である。
ひょうごっ子ココロンカード、どんぐりカード、姫路市高齢者福祉優待カードの対象施設になっている。対象者はカードを提示すれば常設展の入場が無料となる。

## 施設概要
- 常設展示室
- 企画展示室
- ギャラリー
- 講堂
- アートライブラリー
- ミュージアムショップ
- 喫茶室
- 庭園 - 多数の彫刻作品を屋外展示

## 建築概要
姫路城の中曲輪内北部の広大な平面幾何学式庭園を囲むように配置する赤レンガ造の美術館の建物群は、姫路陸軍兵器支廠（のち第十師団兵器部）の西倉庫として1905年に建築、1913年に増築されたもので、敗戦後に姫路市役所として利用したのちに美術館として再生利用したものである。1983年の再生事業においては環境色彩10選や公共の色彩賞などを受賞し、2003年には国の登録有形文化財に登録された。
夜間はライトアップされる。
- 竣工 - 1905年、増床：1913年 、再生事業：1983年
- 敷地面積 - 14,984平方メートル
- 建築面積 - 2,936平方メートル
- 延床面積 - 3,841平方メートル
- 構造 - 煉瓦積、SRC、一部RC

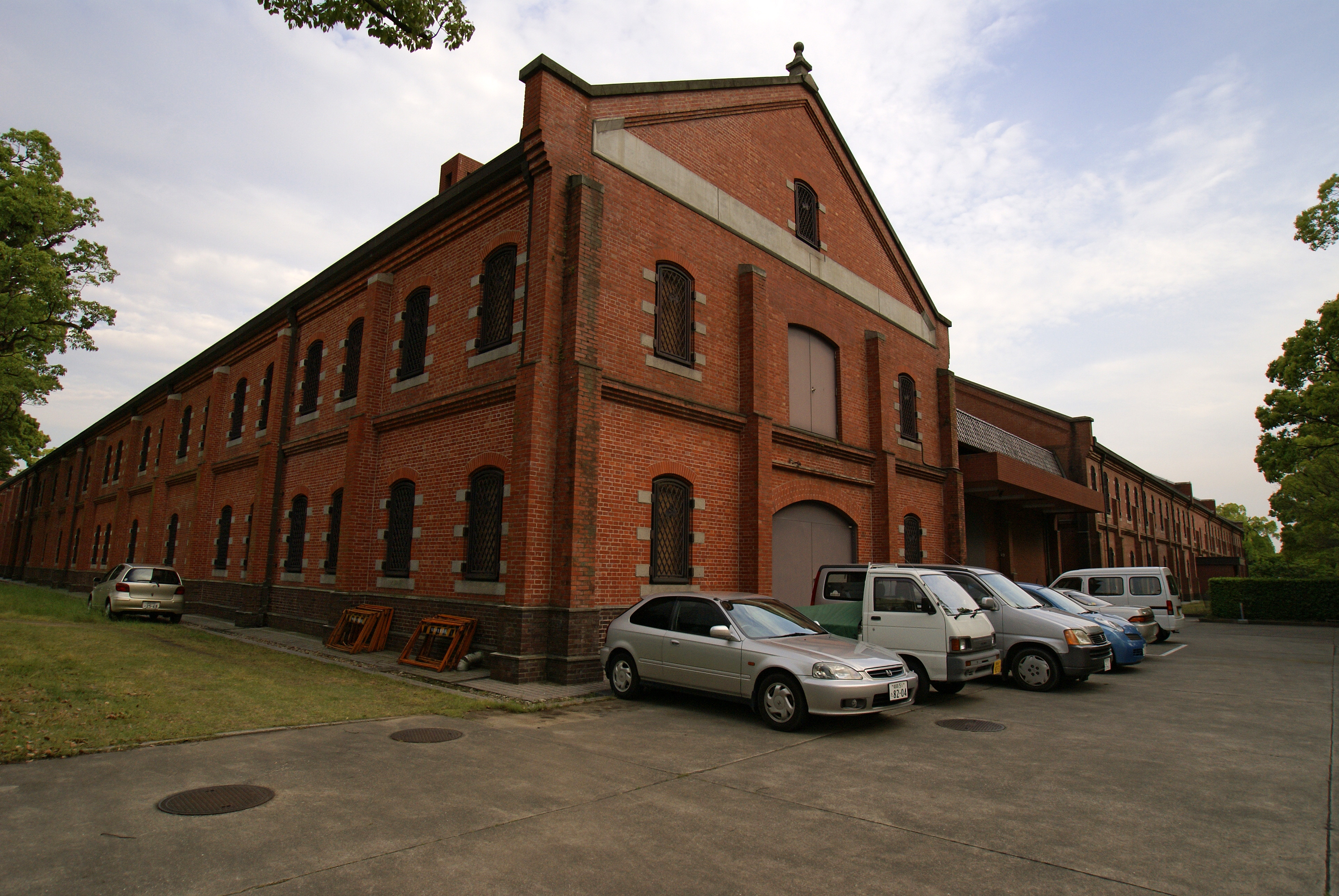
北東角
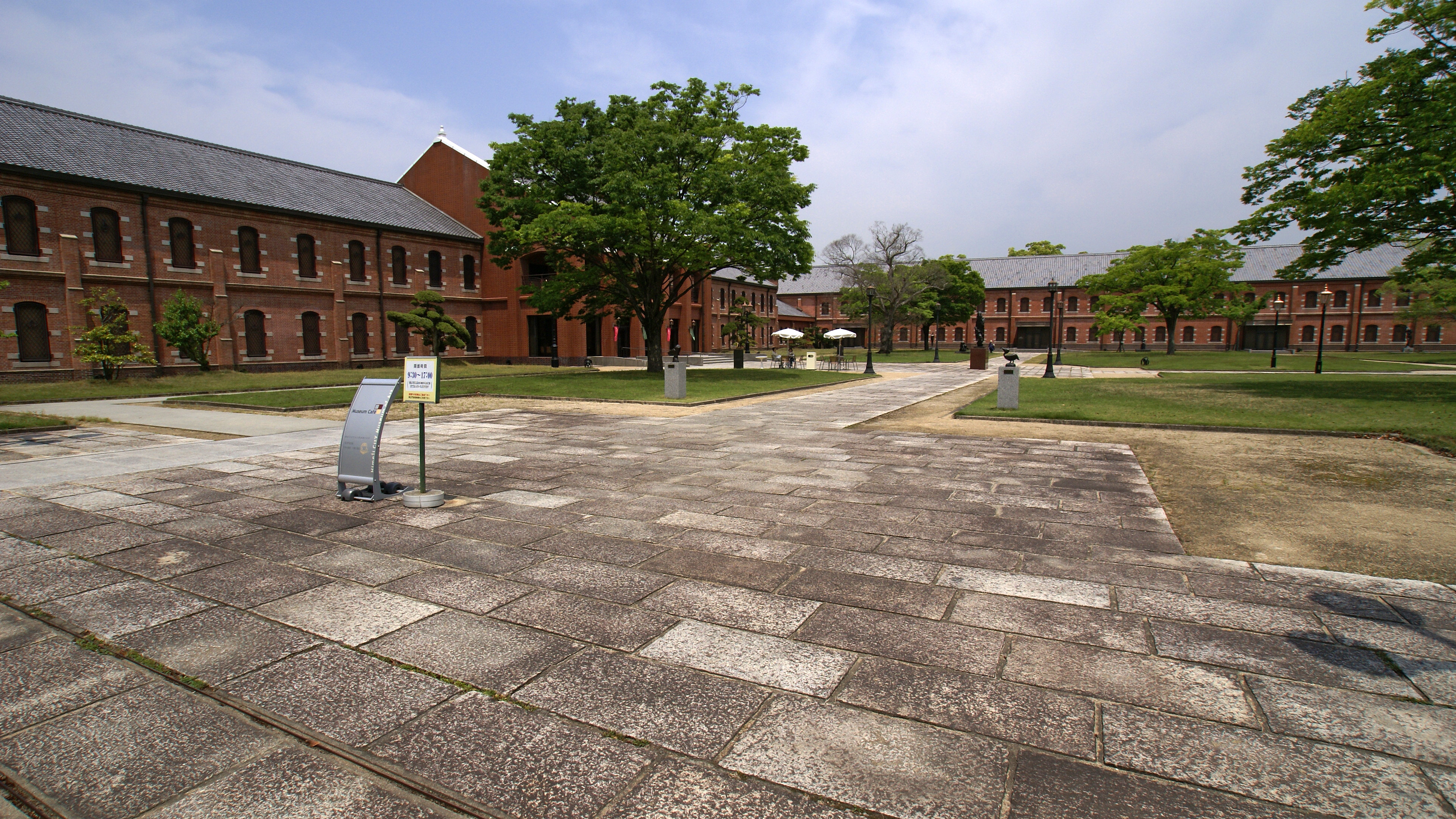
南側

## 主な所蔵品

### 西洋絵画
- ジャン＝バティスト・カミーユ・コロー「湖」（1860年頃） - 松方コレクション旧蔵
- アドルフ・モンティセリ「モスクの前の集まり」（1860-70年頃）
- ギュスターヴ・クールベ「波」（1870年頃）
- クロード・モネ「アルジャントゥイユの泊地の夕日」（1874年）
- アルフレッド・シスレー「望楼」（1875年頃）
- エドガー・ドガ「浴室の裸婦（浴槽の女）」（1882-83年頃）
- カミーユ・ピサロ「花咲くプラムの木」（1889年）
- マックス・ペヒシュタイン「帆船」（1912年）
- モーリス・ユトリロ「サン・メダール教会とムフタール通り」（1913年）
- ラウル・デュフィ「ミシェル・ビヌーの肖像」（1934年）

### ベルギー美術
- フェリシアン・ロップス「古い物語」（1867年）
- フェルナン・クノップフ「天井画－絵画、音楽、詩歌」（1880年）
- ジェームズ・アンソール「薔薇」（1881年）
- エミール・ファブリ「夜」（1892年）
- レオン・スピリアールト「自画像」（1907年）
- コンスタン・モンタルド「寓意的な情景」（1907-08年）
- ジャン・デルヴィル「レテ河の水を飲むダンテ」（1919年）
- レオン・フレデリック「春の寓意」（1924-25年）
- ルネ・マグリット「観光案内人」（1947年）
- ポール・デルヴォー「海は近い」（1965年）

### 版画
- フランシスコ・デ・ゴヤ「気まぐれ」「闘牛技」「戦争の惨禍」「妄」
  - ゴヤの銅版画集のうち、この4つを四大連作版画集という。姫路市立美術館は、その全て所蔵し、しかも「気まぐれ」以外は最も価値が高いとされる初版のセットである。
- アンリ・マティス「ジャズ」（1947年）
  - 全20点完存。「ジャズ」はテキスト付きが270部、テキスト無しの版画作品が100部限定出版されたが、本作品は後者でエディションナンバー26。

### 日本画
- 酒井抱一『集外三十六歌仙』
- 橋本関雪『南国』（1913年）絹本著色 六曲一双
- 松岡映丘『道成寺』〈1917年）絹本著色 六曲一双

### 洋画
- 金山平三「由良海岸」（1945-56年）
- 小出楢重「壁面装飾のための7枚の静物」（1924年）
- 藤島武二「台湾の官女」（1920年）
- 小磯良平「和服の婦人像」（1935年）

### 彫刻
- オーギュスト・ロダン「歩く男」（1878年）、「私は美しい」（1882年）
- アントワーヌ・ブールデル「モントーバンの戦士」（1898-00年）、「うずくまる浴女」（1906-07年）
- 木内克「エーゲ海に捧ぐ」（1972年）
- 桑原巨守「姉妹」（1980年）
- 峯田義郎「地平線の午後」（1980年）
- 淀井敏夫「海の鳥と少年」（1981年）

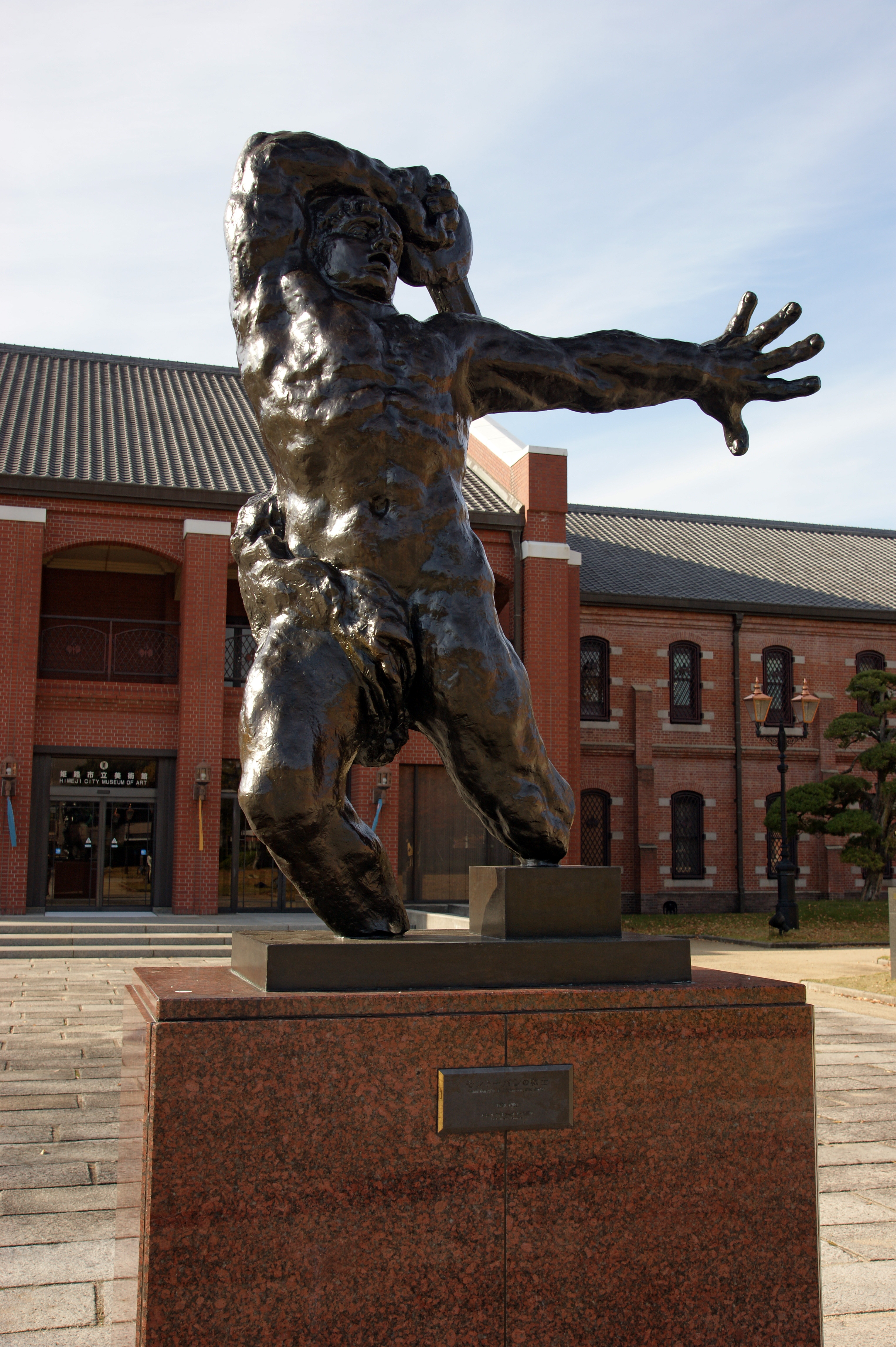
「モントーバンの戦士」 ブールデル
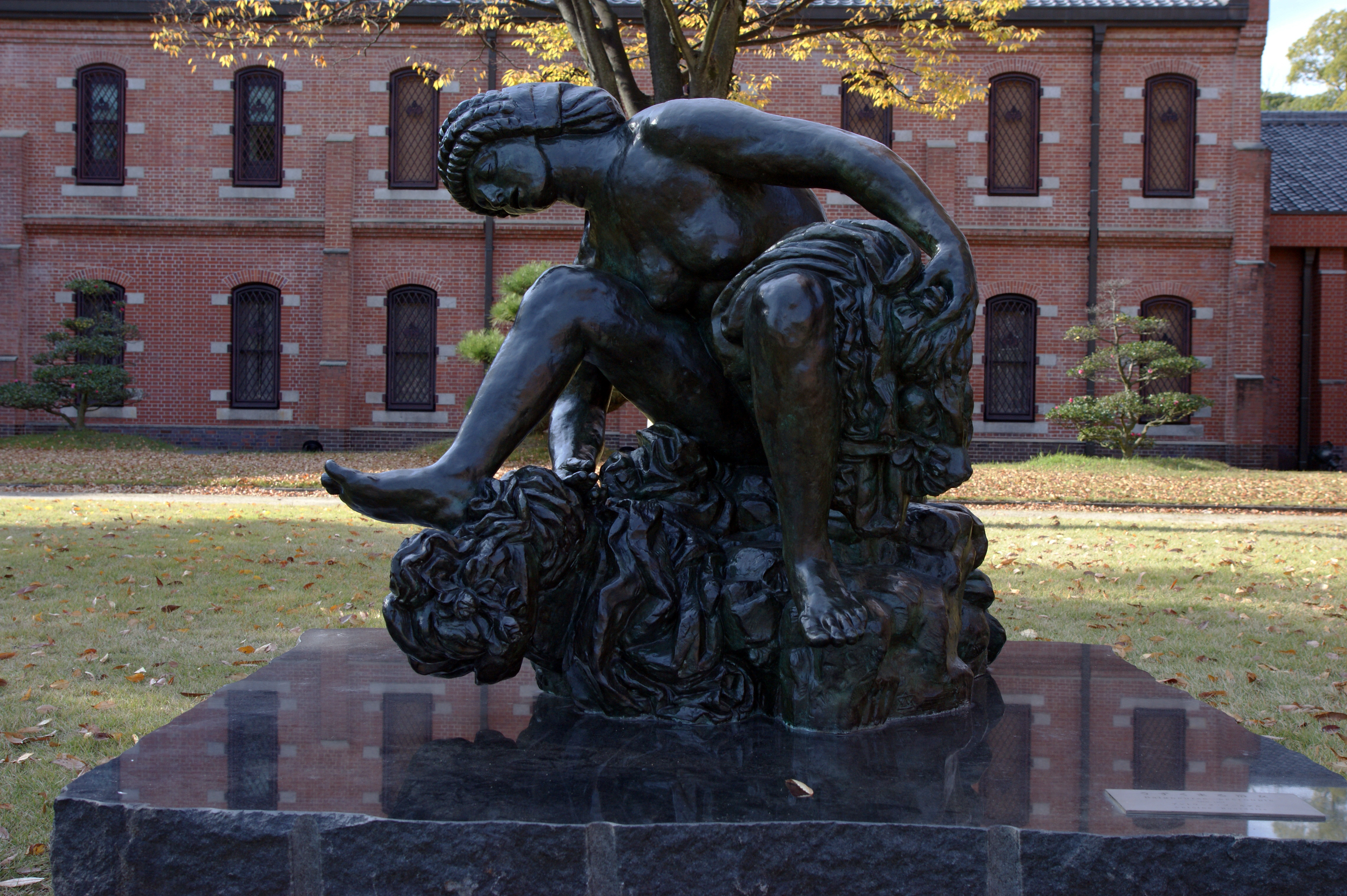
「うずくまる浴女」 ブールデル

## 利用情報
- 交通アクセス
  - JR姫路駅/山陽電車山陽姫路駅から徒歩18分
  - 姫路駅から神姫バス乗車、「姫山公園国立病院美術館前」下車すぐ
- 開館時間 - 10-17時、入場は閉館の30分前まで

## 周辺
- 姫路城
- 好古園
- 兵庫県立歴史博物館
- 姫路市立動物園
- 姫路文学館
- 三木美術館